# Kanton Percy
Percy is een voormalig kanton van het Franse departement Manche. Het kanton maakte deel uit van het arrondissement Saint-Lô.
Het kanton werd op 22 maart 2015 opgeheven en de gemeenten werden opgenomen in het kanton Villedieu-les-Poêles.

## Gemeenten
Het kanton Percy omvatte de volgende gemeenten:
- Beslon
- Le Chefresne
- La Colombe
- Le Guislain
- La Haye-Bellefond
- Margueray
- Maupertuis
- Montabot
- Montbray
- Morigny
- Percy (hoofdplaats)
- Villebaudon